# Yamagata Museum of Art

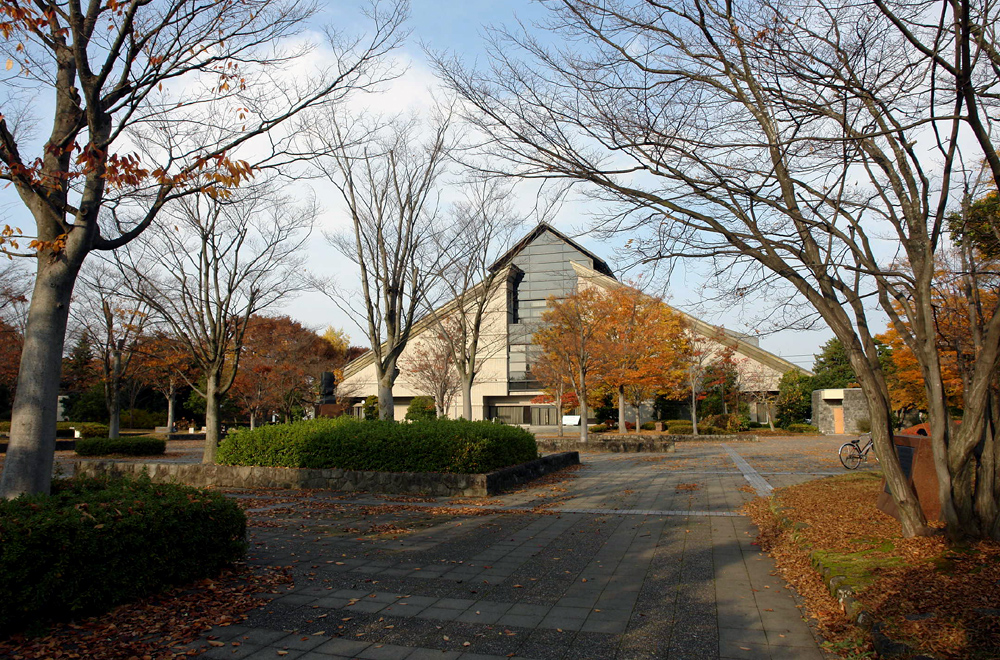
Ansicht des Yamagata Museum of Art

Das Yamagata Museum of Art (japanisch 山形美術館, Yamagata bijutsukan) ist ein Kunstmuseum in der japanischen Stadt Yamagata. Das von einer privaten Stiftung betriebene Museum wurde 1964 gegründet. Zur Sammlung des Museums gehören die Bereiche japanische und asiatische Kunst, regionale Kunst und Kunst des 19. und 20. Jahrhunderts aus Frankreich.

## Geschichte
Die Idee zur Gründung eines Kunstmuseums in Yamagata entstand kurz nach Ende des Zweiten Weltkrieges. Treibende Kraft war zunächst die Präfektur Yamagata, doch die Suche nach einem geeigneten Standort und die Frage der Organisationsform verzögerten die Museumsgründung. Erst mit der Gründung einer Museumsstiftung konnte das Projekt vorangebracht werden. Initiator dieser Stiftung war der in Yamagata ansässige Medienunternehmer Hattori Yoshio. Er entwickelte das Modell der privaten Museumsstiftung, die dauerhaft von der Stadt Yamagata und der Präfektur Yamagata Unterstützung erhält. Das Museum öffnete im August 1964 erstmals die Tore für die Öffentlichkeit. Bereits vier Jahre später kam ein Erweiterungsbau hinzu. Zum 20-jährigen Bestehen des Museums erhielt das Museum einen Neubau, der 1985 eröffnet wurde.

## Sammlung
Im Hasegawa-Raum zeigt das Museum Kunstwerke, die von der Familie Hasegawa gestiftet wurden. Hasegawa Kichiro, vormaliger Vorsitzender der Yamagata Bank, schenkte dem Museum 1968 163 japanische Kunstwerke. Hierzu gehört das Bild Der enge Pfad zum tiefen Norden von Yosa Buson. Weitere Kunstwerke kamen 1994 von Hasegawa Kenji und 1995 von Hasegawa Kichishige hinzu. Die Kunstwerke dieser Schenkungen beinhalten Werke der Kanō-Schule und der Shijō-Schule aus der Edo-Zeit. Zu den in dieser Abteilung vertretenen Künstlern gehören Matsuo Bashō, Kumashiro Yūhi, Tani Bunchō, Tanomura Chikuden, Yokoyama Kazan, Watanabe Kazan und Kawai Gyokudō.

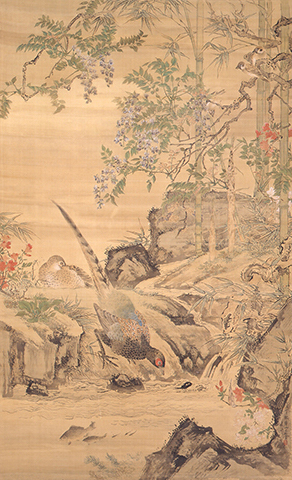
Watanabe Kazan: Fasan in einem Tal
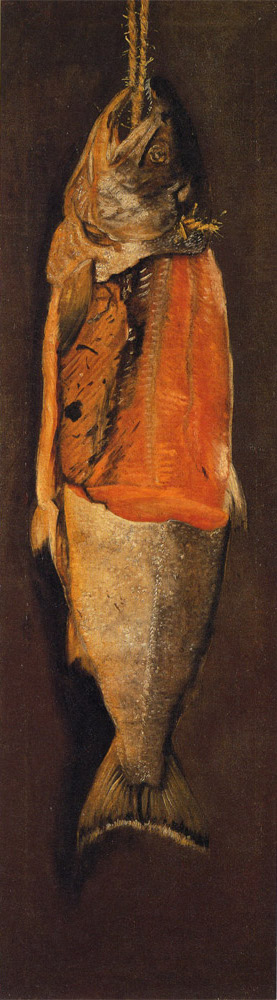
Takahashi Yuichi: Lachs

Der den beiden Künstlern Shinkai Taketarō und Shinkai Takezō gewidmete Skulpturen-Raum dient als Ausstellungsfläche für Werke der vor allem regional bekannten Bildhauer. Der in der Präfektur Yamagata geborene Shinkai Taketarō war einer der ersten modernen Bildhauer Japans. Sein Neffe Shinkai Takezō war ebenfalls von der westlichen Kunst beeinflusst. Weitere im Museum vertretene regionale Künstler sind Takahashi Yuichi, Kanayama Heizō, Tsubaki Sadao und Komatsu Hitoshi.
Als in den 1980er Jahren der Neubau des Yamagata Museum of Art eröffnete, entschied sich die Leitung des Museums eine Sammlung mit Kunstwerken des 20. Jahrhunderts aufzubauen, die von französischen oder in Frankreich lebenden Künstlern stammen. Diese, nach dem Gründer der Museumsstiftung Hattori Yoshio benannte Abteilung umfasst Gemälde von Georges Rouault, Pablo Picasso, Marc Chagall, Maurice Brianchon, Paul Aizpiri, Bernard Buffet, Jean Pierre Cassigneul und Antoni Clavé. Darüber hinaus gehören zu dieser Abteilung Skulpturen von Aristide Maillol, Emile-Antoine Bourdelle und Auguste Rodin. Von Rodin ist beispielsweise die Bronzeskulptur Génie du repos éternel von 1899 zu sehen.
Die  mehr als 80 Kunstwerke umfassende Sammlung des Gipskarton-Herstellers Yoshino Gypsum ist seit 1991 als Dauerleihgabe im Museum zu sehen. Das in Tokio ansässige Unternehmen hat eine Firmenkollektion mit Kunst 19. und 20. Jahrhunderts zusammengetragen. Hierzu zählen Werke der Schule von Barbizon, des französischen Impressionismus, der École de Paris der ersten Hälfte des 20. Jahrhunderts, des Kubismus und der Abstrakten Kunst. Zu den ausgestellten Kunstwerken gehören die Gemälde La baratteuse von Jean-François Millet, Jeune femme en robe du bal von Édouard Manet, Charing Cross Bridge, la Tamise von Claude Monet und Jeune fille lisant dans un jardin von Pierre-Auguste Renoir. Weitere Gemälde dieser Sammlung stammen von Camille Pissarro, Edgar Degas, Alfred Sisley, Paul Cézanne, Henri Matisse, Maurice de Vlaminck, Pablo Picasso, Georges Braque, Marc Chagall und Wassily Kandinsky.

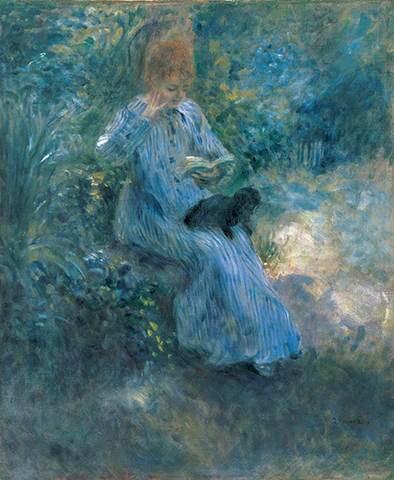
Pierre-Auguste Renoir: Jeune fille lisant dans un jardin
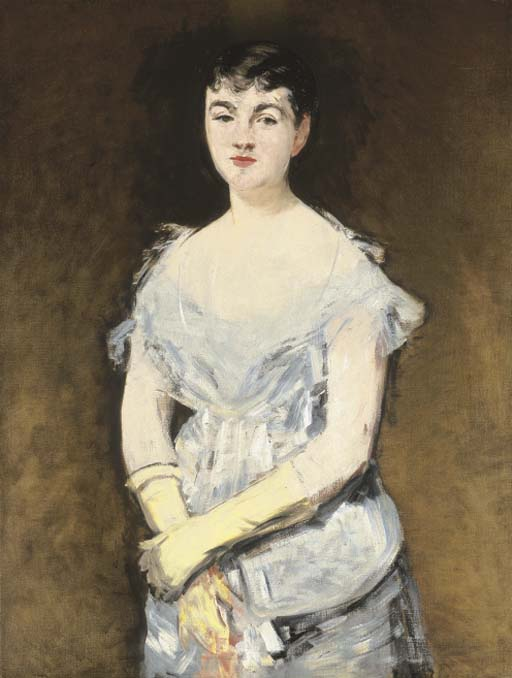
Édouard Manet: Jeune femme en robe du bal
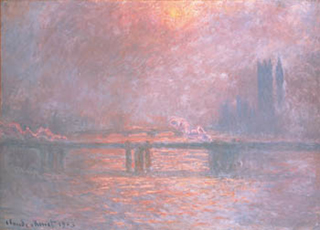
Claude Monet: Charing Cross Bridge, la Tamise